# Xã Blakeley, Quận Scott, Minnesota
Xã Blakeley (tiếng Anh: Blakeley Township) là một xã thuộc quận Scott, tiểu bang Minnesota, Hoa Kỳ. Năm 2010, dân số của xã này là 418 người.